# 韩国驻上海总领事馆
大韓民國駐上海總領事館（：／）是韩国政府在上海市设立的外交代表機構，主要处理上海韓僑及浙江、江苏、安徽等地韓僑、企业以及其他领事事务。总领馆设立于1993年6月，馆址位于长宁区万山路60号。

## 沿革
韩国在上海设立外交机构可追溯至1893年，先后委任成岐运、赵汉根为朝鲜王朝驻上海外交代表。1992年12月31日中韩两国政府签署在上海市与釜山市设立总领事馆的协议。1993年4月24日，韩国驻上海总领事尹海重到沪任职。6月11日，韩国设立驻上海总领事馆。馆址早年设在延安西路2200号9楼，后迁入今址。

## 歷代總領事
| 屆數 | 姓名   | 姓名 | 就任          |
| ---- | ------ | ---- | ------------- |
| 1    | 尹海重 |      | 1993年4月24日 |
| 2    | 慶昌憲 |      | 1996年3月5日  |
| 3    | 孫相賀 |      | 1997年9月15日 |
| 4    | 申國昊 |      | 1999年8月12日 |
| 5    | 李先鎮 |      | 2002年9月2日  |
| 6    | 朴相起 |      | 2003年6月6日  |
| 7    | 金揚   |      | 2005年9月9日  |
| 8    | 金正基 |      | 2008年6月13日 |
| 9    | 安總基 |      | 2011年3月11日 |
| 10   | 具相燦 |      | 2013年6月5日  |
| 11   | 韓碩熙 |      | 2015年4月30日 |
| 12   | 卞永台 |      | 2017年4月25日 |
| 13   | 朴善源 |      | 2018年1月10日 |
| 14   | 崔泳杉 |      | 2018年11月5日 |
| 15   | 金勝鎬 |      | 2020年12月    |
| 16   | 金英俊 |      | 2023年2月     |

## 外部連結
- 官方网站
- 驻上海韩国文化院的哔哩哔哩个人空间